# Skhab
 (janvier 2022).
La mise en forme du texte ne suit pas les recommandations de Wikipédia : il faut le « wikifier ».
Les points d'amélioration suivants sont les cas les plus fréquents :
- Les titres sont pré-formatés par le logiciel. Ils ne sont ni en capitales, ni en gras.
- Le texte ne doit pas être écrit en capitales (les noms de famille non plus), ni en gras, ni en italique, ni en « petit »…
- Le gras n'est utilisé que pour surligner le titre de l'article dans l'introduction, une seule fois.
- L'italique est rarement utilisé : mots en langue étrangère, titres d'œuvres, noms de bateaux, etc.
- Les citations ne sont pas en italique mais en corps de texte normal. Elles sont entourées par des guillemets français : « et ».
- Les listes à puces sont à éviter, des paragraphes rédigés étant largement préférés. Les tableaux sont à réserver à la présentation de données structurées (résultats, etc.).
- Les appels de note de bas de page (petits chiffres en exposant, introduits par l'outil «  Source ») sont à placer entre la fin de phrase et le point final[comme ça].
- Les liens internes (vers d'autres articles de Wikipédia) sont à choisir avec parcimonie. Créez des liens vers des articles approfondissant le sujet. Les termes génériques sans rapport avec le sujet sont à éviter, ainsi que les répétitions de liens vers un même terme.
- Les liens externes sont à placer uniquement dans une section « Liens externes », à la fin de l'article. Ces liens sont à choisir avec parcimonie suivant les règles définies. Si un lien sert de source à l'article, son insertion dans le texte est à faire par les notes de bas de page.
- La présentation des références doit suivre les conventions bibliographiques. Il est recommandé d'utiliser les modèles {{Ouvrage}}, {{Chapitre}}, {{Article}}, {{Lien web}} et/ou {{Bibliographie}}. Le mode d'édition visuel peut mettre en forme automatiquement les références.
- Insérer une infobox (cadre d'informations à droite) n'est pas obligatoire pour parachever la mise en page.

Pour une aide détaillée, merci de consulter Aide:Wikification.
Si vous pensez que ces points ont été résolus, vous pouvez retirer ce bandeau et améliorer la mise en forme d'un autre article.
Al Skhab ou Lag, est un sautoir traditionnel parfumé, algérien originaire de la tribu des Ouled Naïl, confectionné par les femmes la veille du mariage pour que la future épouse l'emporte dans son trousseau.
Al Skhab السخاب signifie d’aprés le dictionnaire historique Lisân al-'Arab : 
"السِّخَابُ قِلادَةٌ تُتَّخَذُ من قَرَنْفُلٍ وسُكٍّ ومَحْلَبٍ ليس فيها من اللُّؤْلُؤِ والجوهر" 
Traduction :
« Al-Sikhab est un collier fait de clous de girofle, de menthe et d'ornements, sans perles ni bijoux. »
Le Skhab algérien se compose également de clous de girofle,  de diverses  épices et d’une pierre d’ambre. Ce bijou à persisté avec les migrations hilaliennes mais a été developpé avec un artisanat propre sur leurs nouveaux territoires au fil des siècles représentatifs du Skhab algérien actuel.

## Description et fabrication
Il se présente sous forme d’un long collier multi rangs de perles d’ambre de couleur noire et de forme triangulaire. Pour façonner ces perles, les femmes préparent une pâte aromatisée à base de clous de girofle, d’ambre gris et d’eau de rose, à laquelle on ajoute d’autres constituants, selon la recette adoptée par chaque communauté féminine.
Après l’obtention de cette pâte parfumée « Guemha », on en forme des petites boules. Ensuite, on les serre entre les pouces et les index des deux mains pour leur donner la forme d’une petite pyramide. Enfin, ces perles vont être laissées sécher à l’air libre pendant plus que quarante jours.
Certaines femmes préfèrent imbiber directement les clous de girofle dans de l’eau de rose mélangée avec de l’ambre gris. Une fois bien hydratés, elles les enfilent à l’aide d’une aiguille dans des longs fils qui vont être alignés et décoré pour former un sautoir.
Le collier est orné par des motifs en or tels que « Meskiya », « Dj3ibet » et surtout « Khamsa ». Les perles du Skhab peuvent être également décorées par des fragments de corail ou du verre coloré.

## Les villes où se porte skhab

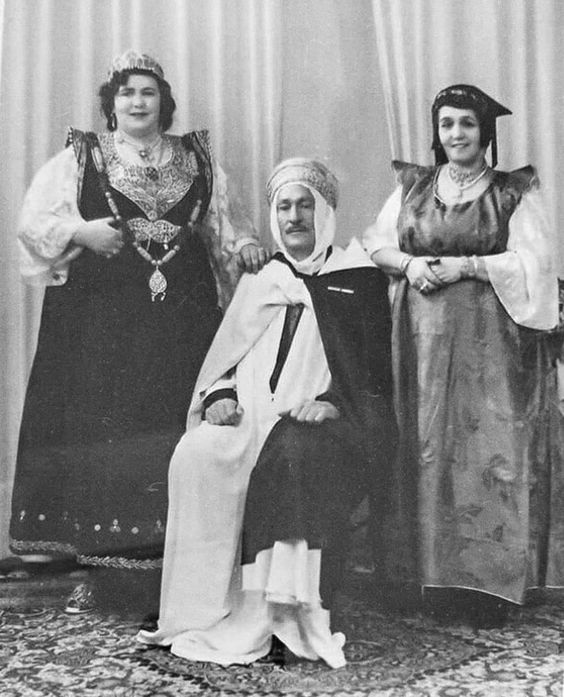
Femme constantinoise portant skhab en 1930 (à gauche).

Ce bijou s’est diffusé dans la région des Aurès puis porté par-dessus le elhaf. Il s'est ensuite propagé dans tout l'est algérien, ornant la gandoura constantinoise, la gandoura annabienne, la chamsa jijelienne, la robe naili, elhaf mozabite et le binouar sétifien.
Au XXIᵉ siècle, on le retrouve également dans la région d'Alger et à l'ouest, parant blouzas et cheddas, tlemcénienne, mostaganémoise ou oranienne.
Skhab est également porté par les petits garçons lors de la cérémonie de la circoncision et est placé dans les plis des habits dans le coffre à vêtements, embaumant les robes et autres toilettes féminines